# Brytyjska Ekspedycja do Ziemi Grahama
Brytyjska Ekspedycja do Ziemi Grahama (ang. British Graham Land Expedition, BGLE) – wyprawa naukowo-badawcza na Antarktydę w latach 1934–1937, pod kierownictwem australijskiego polarnika Johna Rymilla (1905–1968), w celu zbadania Ziemi Grahama na Półwyspie Antarktycznym.
Jedna z najbardziej udanych wypraw antarktycznych owych czasów – odkryto wówczas Cieśninę Jerzego VI, udowodniono, że Ziemia Grahama jest częścią kontynentu antarktycznego i zbadano tereny wokół Morza Weddella.

## Załoga
Ekspedycją kierował australijski polarnik John Rymill (1905–1968), uczestnik wypraw Watkinsa na Grenlandię w latach 1930–1931 i 1932–1933.
W wyprawie brało udział 16 członków, 4 oddelegowanych przez Royal Navy i 2 przez British Army. Kilku uczestników brało wcześniej udział wraz z Rymillem w ekspedycjach Watkinsa na Grenlandię.
Wyprawa dysponowała trójmasztowcem Penola pod dowództwem Roberta Rydera (1908–1986). Starszym oficerem był James Hamilton Martin (1900–1940), uczestnik wyprawy British Australian New Zealand Antarctic Research Expedition w latach 1920–1931, za którą otrzymał Medal Polarny.
Lekarzem ekspedycji był Edward William Bingham (1901–1993), uczestnik wyprawy Watkinsa na Grenlandię w latach 1930–1931 – British Arctic Air Route Expedition (BAARE). Innymi członkami BAARE, którzy płynęli na Ziemię Grahama, byli: pilot i inżynier Wilfred Edward Hampton (1907–1994) oraz główny mierniczy Alfred Stephenson (1908–1999). Trzech innych uczestników: biolog Colin Bertram (1911–2001), główny geolog i kapelan Launcelot Flemming (1906–1990), nazywany „Biskupem Antarktydy” oraz ornitolog Brian Burley Roberts (1912–1978) brało wcześniej udział w wyprawach do norweskiego Svalbardu.
Najmłodszym członkiem wyprawy był operator radia Duncan Carse (1913–2004).
Lista uczestników:
- J.R. Rymill – kierownik wyprawy
- W.E. Hampton – zastępca kierownika wyprawy, główny pilot
- A. Stephenson – główny mierniczy i meteorolog
- C. Bertram – biolog
- I.F. Meiklejohn – operator radia
- B.B. Roberts – ornitolog
- W.L.S. Fleming – geolog, kapelan
- Q. Riley – meteorolog
- E.W. Bingham – lekarz
- R.E.D. Ryder – kapitan statku Penola
- H.M. Millet – główny inżynier statku Penola
- J.I. Moore – drugi inżynier
- J. Martin – pierwszy oficer statku Penola
- L.C.D. Ryder – drugi oficer statku Penola
- N. Gurney – marynarz
- D. Carse – marynarz

Budżet trzyletniej ekspedycji był wyjątkowo niski i wynosił 20 tys. funtów. Żaden z uczestników wyprawy nie otrzymał wynagrodzenia.

## Przebieg wyprawy
Wyprawa wyruszyła z portu w Londynie 10 września 1934 roku. Zatrzymała się na krótko po zaopatrzenie w Port Stanley na Falklandach, skąd wyruszyła 7 stycznia 1935 roku w kierunku Port Lockroy, gdzie czekał samolot ekspedycji (De Havilland Fox Moth) i psy zaprzęgowe, przywiezione wcześniej przez statek badawczy Discovery II.
Z powodu problemów z silnikiem wyprawa została zmuszona do przezimowania na Argentine Islands, gdzie utworzono pierwszą bazę. W 1935 roku członkowie ekspedycji badali, mierzyli i mapowali teren, na którym się znaleźli.
Po uporaniu się z problemami technicznymi, na początku 1936 roku Penola popłynęła na Deception Island, i wówczas przeniesiono bazę bardziej na południe na Debenham Islands w Zatoce Małgorzaty. W nowej bazie przezimowało 9 uczestników i 39 psów, a Penola wróciła na Falklandy.
Wraz z nastaniem wiosny zaczęto realizować intensywny program badawczy – przebadano system fiordów Zatoki Małgorzaty, płaskowyż w środkowej części Ziemi Grahama oraz tereny wokół Cieśniny Jerzego VI. Najdłuższa wyprawa saniami trwała ok. 10 tygodni, i przebadano wówczas prawie 550 km wybrzeża na południe od bazy. Kolejna wyprawa pokonała Półwysep Antarktyczny z zachodu na wschód, docierając prawie do Morza Weddella. Loty zwiadowcze były ograniczone zasięgiem samolotu (ok. 450 km) i niesprzyjającymi warunkami meteorologicznymi.
Na początku 1937 roku zwinięto obóz badawczy, a Penola zabrała uczestników wyprawy do domu.

## Osiągnięcia
Była to jedna z najbardziej udanych ekspedycji antarktycznych owych czasów – odkryto wówczas Cieśninę Jerzego VI, udowodniono, że Ziemia Grahama jest częścią kontynentu antarktycznego i zbadano tereny wokół Morza Weddella. Stwierdzono, że Wyspa Aleksandra jest rzeczywiście wyspą.
W trakcie wyprawy zebrano wiele danych z zakresu geologii i biologii (studia na fokami i ptakami), dokonano licznych pomiarów i zmapowano Ziemię Grahama.
Wszyscy uczestnicy ekspedycji zostali wyróżnieni srebrnym Medalem Polarnym. Wielu obiektom na Ziemi Grahama nadano nazwy ich upamiętniające.

## Publikacje
Główne raporty z wprawy i publikacje o ekspedycji:
- 1939 – J.R. Rymill, Southern Lights Malvern
- 1940–41 – B.B. Roberts i inni, The British Graham Land Expedition, 1934-37: scientific papers
- 1996 – G.G.L. Bertram Antarctica sixty years ago: a reppraisal of the British Graham Land Expedition, 1934–37